# Toby Keith/Diskografie
Diese Diskografie ist eine Übersicht über die musikalischen Werke des US-amerikanischen Country-Musik-Sängers und Schauspielers Toby Keith. Den Schallplattenauszeichnungen zufolge hat er bisher mehr als 60,6 Millionen Tonträger verkauft, davon alleine in seiner Heimat über 60,2 Millionen. Seine erfolgreichsten Veröffentlichungen sind die Alben Unleashed und Shock’n Y’All mit je über 4,1 Millionen verkauften Einheiten.

## Alben

### Studioalben
| Jahr | Titel Musiklabel                                          | Höchstplatzierung, Gesamtwochen, AuszeichnungChartplatzierungen (Jahr, Titel, Musiklabel, Platzierungen, Wochen, Auszeichnungen, Anmerkungen) | Höchstplatzierung, Gesamtwochen, AuszeichnungChartplatzierungen (Jahr, Titel, Musiklabel, Platzierungen, Wochen, Auszeichnungen, Anmerkungen) | Anmerkungen                              |
| Jahr | Titel Musiklabel                                          | US | Country | Anmerkungen                              |
| ---- | --------------------------------------------------------- | --- | --- | ---------------------------------------- |
| 1993 | Toby Keith Mercury                                        | US99 Platin · (62 Wo.)US | Country17 (97 Wo.)Country | Erstveröffentlichung: 20. April 1993     |
| 1995 | Boomtown Polydor                                          | US46 Platin · (30 Wo.)US | Country8 (55 Wo.)Country | Erstveröffentlichung: 27. September 1995 |
| 1995 | Christmas to Christmas Polydor                            | — | — | Erstveröffentlichung: 17. Oktober 1995   |
| 1996 | Blue Moon A&M                                             | US51 Platin · (18 Wo.)US | Country6 (59 Wo.)Country | Erstveröffentlichung: 16. April 1996     |
| 1997 | Dream Walkin’ Mercury                                     | US107 Gold · (12 Wo.)US | Country8 (65 Wo.)Country | Erstveröffentlichung: 24. Juni 1997      |
| 1999 | How Do You Like Me Now?! Dreamworks                       | US56 Platin · (92 Wo.)US | Country9 (104 Wo.)Country | Erstveröffentlichung: 2. November 1999   |
| 2001 | Pull My Chain Dreamworks                                  | US9 ×2Doppelplatin · (66 Wo.)US | Country1 (104 Wo.)Country | Erstveröffentlichung: 28. August 2001    |
| 2002 | Unleashed Dreamworks                                      | US1 ×4Vierfachplatin · (104 Wo.)US | Country1 (104 Wo.)Country | Erstveröffentlichung: 6. August 2002     |
| 2003 | Shock’n Y’All Dreamworks                                  | US1 ×4Vierfachplatin · (66 Wo.)US | Country1 (104 Wo.)Country | Erstveröffentlichung: 4. November 2003   |
| 2005 | Honkytonk University Dreamworks                           | US2 Platin · (39 Wo.)US | Country1 (59 Wo.)Country | Erstveröffentlichung: 17. Mai 2005       |
| 2006 | White Trash with Money Show Dog Nashville/Universal       | US2 Platin · (40 Wo.)US | Country2 (72 Wo.)Country | Erstveröffentlichung: 11. April 2006     |
| 2007 | Big Dog Daddy Show Dog Nashville/Universal                | US1 Gold · (28 Wo.)US | Country1 (48 Wo.)Country | Erstveröffentlichung: 12. Juni 2007      |
| 2007 | A Classic Christmas Show Dog Nashville/Universal          | US23 (11 Wo.)US | Country8 (11 Wo.)Country | Erstveröffentlichung: 16. Oktober 2007   |
| 2008 | That Don’t Make Me a Bad Guy Show Dog Nashville/Universal | US5 Gold · (33 Wo.)US | Country1 (76 Wo.)Country | Erstveröffentlichung: 28. Oktober 2008   |
| 2009 | American Ride Show Dog Nashville/Universal                | US3 Gold · (28 Wo.)US | Country1 (69 Wo.)Country | Erstveröffentlichung: 6. Oktober 2009    |
| 2010 | Bullets in the Gun Show Dog Nashville/Universal           | US1 Gold · (21 Wo.)US | Country1 (62 Wo.)Country | Erstveröffentlichung: 5. Oktober 2010    |
| 2011 | Clancy’s Tavern Show Dog Nashville/Universal              | US5 Gold · (43 Wo.)US | Country1 (77 Wo.)Country | Erstveröffentlichung: 25. Oktober 2011   |
| 2012 | Hope on the Rocks Show Dog Nashville/Universal            | US6 (16 Wo.)US | Country3 (49 Wo.)Country | Erstveröffentlichung: 30. Oktober 2012   |
| 2013 | Drinks After Work Show Dog Nashville/Universal            | US7 (11 Wo.)US | Country3 (19 Wo.)Country | Erstveröffentlichung: 29. Oktober 2013   |
| 2015 | 35 Mph Town Show Dog Nashville/Universal                  | US14 (3 Wo.)US | Country2 (16 Wo.)Country | Erstveröffentlichung: 9. Oktober 2015    |
| 2021 | Peso in My Pocket Show Dog Nashville/Universal            | — | — | Erstveröffentlichung: 15. Oktober 2021   |

### Kompilationen
| Jahr | Titel Musiklabel                                                | Höchstplatzierung, Gesamtwochen, AuszeichnungChartplatzierungen (Jahr, Titel, Musiklabel, Platzierungen, Wochen, Auszeichnungen, Anmerkungen) | Höchstplatzierung, Gesamtwochen, AuszeichnungChartplatzierungen (Jahr, Titel, Musiklabel, Platzierungen, Wochen, Auszeichnungen, Anmerkungen) | Anmerkungen                                                                       |
| Jahr | Titel Musiklabel                                                | US | Country | Anmerkungen                                                                       |
| ---- | --------------------------------------------------------------- | --- | --- | --------------------------------------------------------------------------------- |
| 1998 | Greatest Hits Volume One Polygram                               | US61 ×2Doppelplatin · (20 Wo.)US | Country5 (101 Wo.)Country | Erstveröffentlichung: 20. Oktober 1998                                            |
| 2003 | 20th Century Masters – The Best of Toby Keith Mercury Nashville | US45 Gold · (11 Wo.)US | Country5 (103 Wo.)Country | Erstveröffentlichung: 15. April 2003                                              |
| 2004 | Greatest Hits 2 Dreamworks                                      | US3 ×3Dreifachplatin · (106 Wo.)US | Country2 (109 Wo.)Country | Erstveröffentlichung: 9. November 2004                                            |
| 2008 | 35 Biggest Hits Show Dog Nashville/Universal                    | US1 Platin · (… Wo.)US | Country1 (… Wo.)Country | Erstveröffentlichung: 6. Mai 2008 Wiedereinstieg auf Platz 1 posthum 2024         |
| 2017 | The Bus Songs Show Dog Nashville/Universal                      | US38 (1 Wo.)US | Country6 (2 Wo.)Country | Erstveröffentlichung: 8. September 2017                                           |
| 2019 | Greatest Hits: The Show Dog Years Show Dog Nashville/Universal  | US43 (2 Wo.)US | Country10 (4 Wo.)Country | Erstveröffentlichung: 25. Oktober 2019 erst posthum im Februar 2024 in den Charts |

## Singles

### Als Leadmusiker
| Jahr | Titel Album                                                        | Höchstplatzierung, Gesamtwochen, AuszeichnungChartplatzierungen (Jahr, Titel, Album, Platzierungen, Wochen, Auszeichnungen, Anmerkungen) | Höchstplatzierung, Gesamtwochen, AuszeichnungChartplatzierungen (Jahr, Titel, Album, Platzierungen, Wochen, Auszeichnungen, Anmerkungen) | Anmerkungen                                           |
| Jahr | Titel Album                                                        | US | Country | Anmerkungen                                           |
| --- | ------------------------------------------------------------------ | --- | --- | ----------------------------------------------------- |
| 1993 | Should’ve Been a Cowboy Toby Keith                                 | US93 ×4Vierfachplatin · (2 Wo.)US | Country1 (21 Wo.)Country | Erstveröffentlichung: 8. Februar 1993                 |
| 1993 | He Ain’t Worth Missing Toby Keith                                  | — | Country5 (20 Wo.)Country | Erstveröffentlichung: 28. Juni 1993                   |
| 1993 | A Little Less Talk and a Lot More Action Toby Keith                | — | Country2 (20 Wo.)Country | Erstveröffentlichung: 9. November 1993                |
| 1994 | Wish I Didn’t Know Now Toby Keith                                  | US— GoldUS | Country2 (20 Wo.)Country | Erstveröffentlichung: 28. Februar 1994                |
| 1994 | Who’s That Man Boomtown                                            | US— GoldUS | Country1 (20 Wo.)Country | Erstveröffentlichung: 19. Juli 1994                   |
| 1994 | Upstairs Downtown Boomtown                                         | — | Country10 (20 Wo.)Country | Erstveröffentlichung: 22. November 1994               |
| 1995 | You Ain’t Much Fun Boomtown                                        | — | Country2 (20 Wo.)Country | Erstveröffentlichung: 14. März 1995                   |
| 1995 | Big Ol’ Truck Boomtown                                             | — | Country15 (20 Wo.)Country | Erstveröffentlichung: 10. Juli 1995                   |
| 1996 | Does That Blue Moon Ever Shine on You Blue Moon                    | — | Country2 (20 Wo.)Country | Erstveröffentlichung: 27. Februar 1996                |
| 1996 | A Woman’s Touch Blue Moon                                          | — | Country6 (20 Wo.)Country | Erstveröffentlichung: 1. Juli 1996                    |
| 1996 | Me Too Blue Moon                                                   | — | Country1 (20 Wo.)Country | Erstveröffentlichung: 18. November 1996               |
| 1997 | We Were in Love Dream Walkin’                                      | — | Country2 (20 Wo.)Country | Erstveröffentlichung: 9. Juni 1997                    |
| 1997 | I’m So Happy I Can’t Stop Crying Dream Walkin’                     | US84 (5 Wo.)US | Country2 (20 Wo.)Country | Erstveröffentlichung: 6. Oktober 1997 mit Sting       |
| 1998 | Dream Walkin’                                                      | — | Country5 (20 Wo.)Country | Erstveröffentlichung: 26. Januar 1998                 |
| 1998 | Double Wide Paradise Dream Walkin’                                 | — | Country40 (10 Wo.)Country |                                                       |
| 1998 | Getcha Some Greatest Hits Volume One                               | — | Country18 (20 Wo.)Country | Erstveröffentlichung: 7. September 1998               |
| 1999 | If a Man Answers Greatest Hits Volume One                          | — | Country44 (9 Wo.)Country |                                                       |
| 1999 | When Love Fades How Do You Like Me Now?!                           | — | Country44 (10 Wo.)Country |                                                       |
| 1999 | How Do You Like Me Now? How Do You Like Me Now?!                   | US31 ×2Doppelplatin · (20 Wo.)US | Country1 (43 Wo.)Country | Erstveröffentlichung: 22. November 1999               |
| 2000 | Country Comes to Town How Do You Like Me Now?!                     | US54 Gold · (15 Wo.)US | Country4 (24 Wo.)Country | Erstveröffentlichung: 15. Mai 2000                    |
| 2000 | You Shouldn’t Kiss Me Like This How Do You Like Me Now?!           | US32 (20 Wo.)US | Country1 (34 Wo.)Country | Erstveröffentlichung: 16. Oktober 2000                |
| 2001 | I’m Just Talkin’ About Tonight Pull My Chain                       | US27 (20 Wo.)US | Country1 (22 Wo.)Country | Erstveröffentlichung: 31. Mai 2001                    |
| 2001 | I Wanna Talk About Me Pull My Chain                                | US28 Platin · (20 Wo.)US | Country1 (28 Wo.)Country | Erstveröffentlichung: 20. August 2001                 |
| 2002 | My List Pull My Chain                                              | US26 (20 Wo.)US | Country1 (31 Wo.)Country | Erstveröffentlichung: 1. Januar 2002                  |
| 2002 | Courtesy of the Red, White and Blue (The Angry American) Unleashed | US25 ×4Vierfachplatin · (21 Wo.)US | Country1 (23 Wo.)Country | Erstveröffentlichung: 27. Mai 2002                    |
| 2002 | Who’s Your Daddy? Unleashed                                        | US22 Gold · (20 Wo.)US | Country1 (29 Wo.)Country | Erstveröffentlichung: 19. August 2002                 |
| 2003 | Rock You Baby Unleashed                                            | US66 (5 Wo.)US | Country13 (20 Wo.)Country | Erstveröffentlichung: 6. Januar 2003                  |
| 2003 | Beer for My Horses Unleashed                                       | US22 ×3Dreifachplatin · (20 Wo.)US | Country1 (39 Wo.)Country | Erstveröffentlichung: 7. April 2003 mit Willie Nelson |
| 2003 | I Love This Bar Shock’n Y’All                                      | US26 ×3Dreifachplatin · (20 Wo.)US | Country1 (24 Wo.)Country | Erstveröffentlichung: 18. August 2003                 |
| 2003 | American Soldier Shock’n Y’All                                     | US28 ×2Doppelplatin · (20 Wo.)US | Country1 (23 Wo.)Country | Erstveröffentlichung: 24. November 2003               |
| 2004 | Whiskey Girl Shock’n Y’All                                         | US31 Platin · (20 Wo.)US | Country1 (20 Wo.)Country | Erstveröffentlichung: 22. März 2004                   |
| 2004 | Stays in Mexico Greatest Hits 2                                    | US51 (15 Wo.)US | Country3 (20 Wo.)Country | Erstveröffentlichung: 16. August 2004                 |
| 2004 | Mockingbird Greatest Hits 2                                        | — | Country27 (14 Wo.)Country | Erstveröffentlichung: 8. November 2004 mit Krystal a  |
| 2005 | Honkytonk U Honkytonk University                                   | US61 (12 Wo.)US | Country8 (20 Wo.)Country | Erstveröffentlichung: 8. Februar 2005                 |
| 2005 | As Good as I Once Was Honkytonk University                         | US28 ×3Dreifachplatin · (20 Wo.)US | Country1 (23 Wo.)Country | Erstveröffentlichung: 9. Mai 2005                     |
| 2005 | Big Blue Note Honkytonk University                                 | US55 (12 Wo.)US | Country5 (20 Wo.)Country | Erstveröffentlichung: 5. September 2005               |
| 2005 | Get Drunk and Be Somebody White Trash with Money                   | US47 Gold · (20 Wo.)US | Country3 (20 Wo.)Country | Erstveröffentlichung: 20. Dezember 2005               |
| 2006 | A Little Too Late White Trash with Money                           | US53 (15 Wo.)US | Country2 (20 Wo.)Country | Erstveröffentlichung: 4. April 2006                   |
| 2006 | Crash Here Tonight White Trash with Money                          | US96 (1 Wo.)US | Country15 (20 Wo.)Country | Erstveröffentlichung: 15. August 2006                 |
| 2007 | High Maintenance Woman Big Dog Daddy                               | US67 (17 Wo.)US | Country3 (20 Wo.)Country | Erstveröffentlichung: 13. Februar 2007                |
| 2007 | Love Me If You Can Big Dog Daddy                                   | US48 (17 Wo.)US | Country1 (20 Wo.)Country | Erstveröffentlichung: 26. Juni 2007                   |
| 2007 | Get My Drink On Big Dog Daddy                                      | US88 (5 Wo.)US | Country11 (20 Wo.)Country | Erstveröffentlichung: 27. November 2007               |
| 2008 | She’s a Hottie 35 Biggest Hits                                     | US71 Gold · (11 Wo.)US | Country13 (20 Wo.)Country | Erstveröffentlichung: 4. März 2008                    |
| 2008 | She Never Cried in Front of Me That Don’t Make Me a Bad Guy        | US42 Gold · (20 Wo.)US | Country1 (20 Wo.)Country | Erstveröffentlichung: 7. Juli 2008                    |
| 2008 | God Love Her That Don’t Make Me a Bad Guy                          | US36 Platin · (20 Wo.)US | Country1 (21 Wo.)Country | Erstveröffentlichung: 10. November 2008               |
| 2009 | Lost You Anyway That Don’t Make Me a Bad Guy                       | US69 (10 Wo.)US | Country10 (19 Wo.)Country | Erstveröffentlichung: 16. März 2009                   |
| 2009 | American Ride                                                      | US35 Platin · (16 Wo.)US | Country1 (17 Wo.)Country | Erstveröffentlichung: 28. Juli 2009                   |
| 2009 | Cryin’ for Me (Wayman’s Song) American Ride                        | US73 Gold · (12 Wo.)US | Country6 (21 Wo.)Country | Erstveröffentlichung: 26. Oktober 2009                |
| 2010 | Every Dog Has Its Day American Ride                                | — | Country15 (18 Wo.)Country | Erstveröffentlichung: 8. März 2010                    |
| 2010 | Trailerhood Bullets in the Gun                                     | US97 Gold · (4 Wo.)US | Country19 (17 Wo.)Country | Erstveröffentlichung: 21. August 2010                 |
| 2010 | Bullets in the Gun                                                 | US83 Gold · (14 Wo.)US | Country12 (20 Wo.)Country | Erstveröffentlichung: 30. November 2010               |
| 2011 | Somewhere Else Bullets in the Gun                                  | US80 (8 Wo.)US | Country12 (18 Wo.)Country | Erstveröffentlichung: 28. Februar 2010                |
| 2011 | Made in America Clancy’s Tavern                                    | US40 Platin · (20 Wo.)US | Country1 (19 Wo.)Country | Erstveröffentlichung: 13. Juni 2011                   |
| 2011 | Red Solo Cup Clancy’s Tavern                                       | US15 ×3Dreifachplatin · (20 Wo.)US | Country9 (20 Wo.)Country | Erstveröffentlichung: 10. Oktober 2011                |
| 2012 | Beers Ago Clancy’s Tavern                                          | US52 Gold · (15 Wo.)US | Country6 (20 Wo.)Country | Erstveröffentlichung: 12. März 2012                   |
| 2012 | I Like Girl That Drink Beer Hope on the Rocks                      | — | Country18 (16 Wo.)Country | Erstveröffentlichung: 30. Juli 2012                   |
| 2012 | Hope on the Rocks                                                  | — | Country29 (18 Wo.)Country | Erstveröffentlichung: 5. November 2012                |
| 2013 | Drinks After Work                                                  | — | Country28 (20 Wo.)Country | Erstveröffentlichung: 25. Juni 2013                   |
| 2013 | Shut Up and Hold on Drinks After Work                              | — | Country49 (1 Wo.)Country | Erstveröffentlichung: 18. November 2013               |
| 2014 | Drunk Americans 35 MPH Town                                        | — | Country33 (19 Wo.)Country | Erstveröffentlichung: 14. Oktober 2014                |
| 2017 | Wacky Tobaccy The Bus Songs                                        | — | Country45 (1 Wo.)Country | Erstveröffentlichung: 23. Juni 2017                   |
| 2018 | Don’t Let the Old Man In The Mule O.S.T.                           | — | Country22 (2 Wo.)Country | Erstveröffentlichung: 7. Dezember 2018                |
| 2021 | Happy Birthday America Peso in My Pocket                           | — | Country31 (1 Wo.)Country | Erstveröffentlichung: 1. Juli 2021                    |
| Folgende Lieder erschienen nicht als Single, wurden aber durch das Album zum Download und Streaming bereitgestellt und konnten somit eine Platzierung erlangen: |                                                                    | | |                                                       |
| |                                                                    | | |                                                       |
| 1996 | Santa I’m Right Here Christmas to Christmas                        | — | Country50 (5 Wo.)Country |                                                       |
| 2001 | Old Toy Trains How Do You Like Me Now?                             | — | Country57 (2 Wo.)Country |                                                       |
| 2007 | Rockin’ Around the Christmas Tree A Classic Christmas              | — | Country44 (5 Wo.)Country |                                                       |
| 2007 | Winter Wonderland A Classic Christmas                              | — | Country55 (3 Wo.)Country |                                                       |
| 2007 | Let It Snow, Let It Snow, Let It Snow A Classic Christmas          | — | Country53 (3 Wo.)Country |                                                       |
| 2007 | Little Drummer Boy A Classic Christmas                             | — | Country41 (2 Wo.)Country |                                                       |
| 2008 | That Don’t Make Me a Bad Guy                                       | — | Country60 (1 Wo.)Country |                                                       |
| 2009 | If I Had One American Ride                                         | — | Country59 (1 Wo.)Country |                                                       |
| 2015 | Rum Is the Reason 35 MPH Town                                      | — | Country45 (1 Wo.)Country |                                                       |

Weitere Singles
- 2015: 35 MPH Town
- 2015: Beautiful Stranger
- 2021: Old School
- 2022: Oklahoma Breakdown

### Als Gastmusiker
| Jahr | Titel Album                                       | Höchstplatzierung, Gesamtwochen, AuszeichnungChartplatzierungen (Jahr, Titel, Album, Platzierungen, Wochen, Auszeichnungen, Anmerkungen) | Höchstplatzierung, Gesamtwochen, AuszeichnungChartplatzierungen (Jahr, Titel, Album, Platzierungen, Wochen, Auszeichnungen, Anmerkungen) | Anmerkungen |
| Jahr | Titel Album                                       | US | Country | Anmerkungen |
| ---- | ------------------------------------------------- | --- | --- | --- |
| 2001 | America the Beautiful –                           | — | Country58 (6 Wo.)Country | Erstveröffentlichung: 2001 mit Various Artists                                                                   |
| 2003 | I Can’t Take You Anywhere The Coast Is Clear      | US91 (6 Wo.)US | Country24 (23 Wo.)Country | Erstveröffentlichung: 2003 mit Scotty Emerick                                                                    |
| 2004 | I Love NASCAR Bipolar and Proud                   | — | Country48 (6 Wo.)Country | Erstveröffentlichung: 2004 mit Cledus T. Judd                                                                    |
| 2004 | Hey Good Lookin’ Licence To Chill                 | US63 (11 Wo.)US | Country8 (20 Wo.)Country | Erstveröffentlichung: 17. Mai 2004 mit Jimmy Buffett, Clint Black, Kenny Chesney, Alan Jackson und George Strait |
| 2008 | Things a Mama Don’t Know Days You Live For        | — | Country55 (10 Wo.)Country | Erstveröffentlichung: 2008 Mica Roberts feat. Toby Keith                                                         |
| 2021 | The Worst Country Song of All Time So Help Me God | — | Country31 (1 Wo.)Country | Erstveröffentlichung: 18. Juni 2021 Brantley Gilbert feat. Toby Keith & Hardy                                    |

## Videoalben
- 2003: Video Collection, Vol. 1 (US: Gold)
- 2004: 20Th Century Masters – DVD Collection (US: Gold)
- 2004: 5 Great Big Videos (US: Platin)

## Statistik

### Chartauswertung
|                     | US     | Country          |
| ------------------- | ------ | ---------------- |
| Nummer-eins-Alben   | US5US  | Country10Country |
| Top-10-Alben        | US14US | Country24Country |
| Alben in den Charts | US25US | Country25Country |

|                       | US     | Country          |
| --------------------- | ------ | ---------------- |
| Nummer-eins-Singles   | US—US  | Country20Country |
| Top-10-Singles        | US—US  | Country42Country |
| Singles in den Charts | US39US | Country77Country |

### Auszeichnungen für Musikverkäufe
| Goldene Schallplatte - Kanada - 1995: für das Album Toby Keith - 2002: für das Album Pull My Chain - 2005: für das Album Honkytonk University | Platin-Schallplatte - Kanada - 2004: für das Album Unleashed - 2005: für das Album Greatest Hits 2 - 2005: für das Album Shock’n Y’All |

Anmerkung: Auszeichnungen in Ländern aus den Charttabellen bzw. Chartboxen sind in ebendiesen zu finden.
| Land/RegionAuszeichnungen für Musikverkäufe (Land/Region, Auszeichnungen, Verkäufe, Quellen) | Gold       | Platin       | Verkäufe   | Quellen         |
| -------------------------------------------------------------------------------------------- | ---------- | ------------ | ---------- | --------------- |
| Kanada (MC)                                                                                  | 3× Gold3   | 3× Platin3   | 450.000    | musiccanada.com |
| Vereinigte Staaten (RIAA)                                                                    | 20× Gold20 | 52× Platin52 | 60.200.000 | riaa.com        |
| Insgesamt                                                                                    | 23× Gold23 | 55× Platin55 |            |                 |